# Il était une fois la Légion
« March or Die » redirige ici.  Pour l'album du groupe Motörhead, voir March ör Die.
Pour plus de détails, voir Fiche technique et Distribution.
Il était une fois la Légion (March or Die) est un film britannique réalisé par Dick Richards, sorti en 1977.
Le film suit un détachement de la Légion étrangère qui s'embarque pour le Maroc afin de protéger une mission de fouilles archéologiques. L'expédition est dirigée par François Marneau et protégée par l'escouade du commandant Foster, dans laquelle un séduisant cambrioleur, Marco Segrain, s'est engagé pour échapper à la prison. Un puissant chef rifain, El Krim va tenter d'empêcher la progression de la petite troupe.

## Synopsis
Peu de temps après la Grande Guerre, le major William Foster, un commandant américain de la Légion étrangère française, souffre des souvenirs obsédants d'avoir dirigé une armée de plus de 8 000 hommes et de les avoir vus se réduire lentement à seulement 200. Il est devenu alcoolique de ce fait, et son seul ami est son fidèle sergent, Triand. Foster arrive à Paris pour assumer un nouveau commandement : emmener la Légion dans le Rif au Maroc pour rétablir l'autorité française, alors que les tribus bédouines et berbères ont commencé à se révolter contre la domination française. Foster reçoit également l'ordre d'escorter des archéologues du Louvre, qui découvrent une ville antique près d'Erfoud , ensevelie par une tempête de sable il y a 3 000 ans. Le site est la dernière demeure d'un saint berbère connu des Français sous le nom de "l'ange du désert". Foster a été spécifiquement choisi pour cette mission car il est le seul officier français vivant à avoir servi au Maroc avant la guerre. Il avait aidé à développer des relations diplomatiques avec les tribus en négociant avec El Krim, le chef de facto des tribus dispersées du Rif ; une condition de la paix était que les Français cessent toutes les expéditions archéologiques sans l'approbation des tribus.
Foster reçoit de nouvelles recrues de la Légion pour son affectation. Parmi ceux qui se sont portés volontaires, de gré ou de force, se trouve "le Gitan" Marco Segrain ("Gipsy" en VO), un charmant voleur de bijoux célèbre pour une série de crimes de trois ans sur la Côte d' Azur avant d'être arrêté. "Le Gitan" se lie d'amitié avec trois autres recrues : le géant russe Ivan, ancien membre de la garde du corps d'élite de la famille impériale russe déchue ; Gilbert Francis dit "Haut-de-forme" ("Top Hat" en VO), un homme à la mode et musicien qui n'a pas les traits physiques nécessaires chez un soldat; et Fredrick Hastings, un jeune aristocrate anglais romantique qui aspire aux jours de la Grande Guerre. Les quatre amis sont bientôt déçus par les dures réalités de la vie dans la Légion, notamment le travail physique pénible, le peu de nourriture et d'eau et la chaleur torride. Une bagarre mortelle éclate entre les hommes lors d'un voyage au Maroc pour une insulte à l'honneur de Foster, à laquelle Triand s'oppose. Foster n'hésite pas à discipliner sévèrement ses hommes, en particulier l'insubordonné Marco, bien qu'il veille à ne jamais aller trop loin et travaille activement pour s'assurer que ses hommes sont en forme et prêts pour les difficultés à venir. Pendant le voyage, Marco charme l'une des archéologues accompagnatrices, Madame Picard.
Au cours de leur voyage, le train transportant les légionnaires et l'équipe archéologique est arrêté par El Krim et ses hommes. El Krim salue son vieil ami Foster, mais déclare aussi que le Maroc appartient à son peuple et que les Français ne sont plus les bienvenus. El Krim donne un "cadeau" à Foster à rapporter au Premier ministre français : les archéologues d'une fouille antérieure, qui ont eu les yeux et la langue arrachés et ont été exposés à l' exposition. Il avertit Foster de faire demi-tour tant qu'il le peut encore. En réponse, Foster tire sur les deux archéologues mutilés pour mettre fin à leurs souffrances; par la suite, il est révélé que l'un d'eux était le père de Madame Picard. En atteignant leur forteresse, Foster soumet les hommes à des exercices d'entraînement brutaux et impitoyables. "Haut-de-forme" s'effondre lors d'une marche et est laissé mourir de soif mais parvient à retourner au camp ; il finit par se suicider plutôt que de subir d'autres abus. Plus tard, sur le site de fouilles, Hastings est kidnappé alors qu'il était de garde et torturé à mort par un pillard tribal, qu'El Krim excuse comme étant simplement trop zélé. Marco riposte en tuant le meurtrier de son ami. Au lieu de le discipliner, Foster le défend en utilisant la même excuse, et El Krim l'accepte.
Finalement, la tombe de l'Ange du Désert est retrouvée et son sarcophage doré est fouillé. Foster l'offre à El Krim en signe de paix, mais El Krim rallie les guerriers des tribus bédouines pour massacrer les Européens. Les légionnaires bien entraînés abattent des centaines de membres de la tribu mais sont finalement dépassés. Ivan est tué, mais Marco continue de se battre, tuant à lui seul plusieurs ennemis essayant de déborder son unité. Lorsque Foster est finalement abattu, El Krim annule immédiatement le combat, envoyant les légionnaires survivants "dire au monde ce qui s'est passé" et leur permettant de ramener Foster et les restes de leurs camarades soldats à la maison. Il y a deux fins : la version télévisée se termine avec Marco acceptant l'offre de Picard de déserter la Légion et de partir avec elle. La fin théâtrale montre Marco (après avoir été promu pour sa bravoure au combat) restant derrière et formant plus de recrues légionnaires, les accueillant en réitérant l'avertissement précédent de Foster : "Si la Légion ne vous dresse pas, le désert le fera. Si le désert ne le fait pas, les Arabes le feront. Et si les Arabes ne le font pas, alors je le ferai… Je ne sais pas ce qui est le pire ".

## Fiche technique
- Titre français : Il était une fois la Légion
- Titre original : March or Die
- Réalisation : Dick Richards
- Scénario : David Zelag Goodman (en)
- Musique : Maurice Jarre
- Photographie : John Alcott
- Montage : Stanford C. Allen, O. Nicholas Brown & John C. Howard (en)
- Nouveau montage : Frederick Wilson
- Production : Jerry Bruckheimer, Lew Grade (en) & Dick Richards
- Société de production : Sir Lew Grade (en)
- Société de distribution : Columbia-Warner Distributors
- Pays :  Royaume-Uni
- Langue : Anglais
- Format : Couleur - Mono - 35 mm - 1.85:1
- Genre : Aventures, Guerre
- Durée : 102 min
- Dates de sortie : 
  - États-Unis : 5 août 1977
  - France : 22 février 1978

## Distribution
- Gene Hackman (VF : Claude Joseph) : Le commandant William Sherman Foster
- Terence Hill (VF : Dominique Paturel) : Marco Segrain "le Gitan"
- Catherine Deneuve (VF : elle-même) : Simone Picard
- Max von Sydow : François Marneau
- Ian Holm : El Krim
- Rufus (VF : lui-même) : Le sergent Triand
- Jack O'Halloran (VF : Georges Atlas) : Ivan
- Marcel Bozzuffi (VF : lui-même) : lieutenant Fontaine
- Marne Maitland (VF : Albert de Médina) : Leon
- André Penvern (VF : lui-même) : Gilbert Francis "Haut-de-forme"
- Jean Champion : Le ministre